# Taner Taktak
Taner Taktak (Maaseik, 26 januari 1990) is een Turks-Belgisch voetballer die bij voorkeur als middenvelder speelt. Momenteel speelt Taktak voor KVK Beringen.

## Clubcarrière
Taktak maakte zijn debuut in het betaalde voetbal op 22 februari 2008, toen hij het met Fortuna Sittard opnam tegen FC Eindhoven. Op 8 januari 2010 werd bekend dat hij samen met Abdülkerim Öcal ploegmaat van Fortuna Sittard en jeugdvriend naar Hacettepe SK vertrekt. Na een tijdje te hebben gevoetbald in het buitenland verkoos hij opnieuw dicht bij huis te voetballen en daar zijn carrière te herlanceren. Taktak speelde in totaal 46 jeugdinterlands voor Turkije

## Carrière
| Seizoen | Land         | Club                  | Competitie                        | Wedstrijden | Goals |
| ------- | ------------ | --------------------- | --------------------------------- | ----------- | ----- |
| 2007/08 | Nederland    | Fortuna Sittard       | Eerste Divisie                    | 1           | 0     |
| 2008/09 | Nederland    | Fortuna Sittard       | Eerste Divisie                    | 18          | 2     |
| 2009/10 | Nederland    | Fortuna Sittard       | Eerste Divisie                    | 13          | 0     |
| 2009/10 | Turkije      | Hacettepe Spor Kulübü | Türkiye Futbol Federasyonu 1. Lig | 6           | 0     |
| 2010/11 | Turkije      | Hacettepe Spor Kulübü | Türkiye Futbol Federasyonu 2. Lig | 5           | 0     |
| 2011/12 | België       | Patro Eisden          | Derde klasse                      | 13          | 1     |
| 2012/13 | Azerbeidzjan | Sumqayıt PFK          | Premyer Liqası                    | 20          | 1     |
| 2013    | Turkije      | Fethiyespor           | Türkiye Futbol Federasyonu 1. Lig | 8           | 1     |
| 2013    | Turkije      | Elibol Sandiklispor   | Türkiye Futbol Federasyonu 3. Lig | 5           | 0     |
| 2013/14 | België       | Patro Eisden          | Derde klasse                      | 7           | 1     |
| 2014/15 | België       | Patro Eisden          | Tweede klasse                     | 30          | 2     |
| 2015/16 | België       | Patro Eisden          | Tweede klasse                     | 3           | 0     |
| 2016/17 | België       | KFC Helson            | Derde klasse amateurs             | 23          | 1     |
| 2017/18 | België       | Spouwen-Mopertingen   | Tweede klasse amateurs            | 2           | 0     |
| 2017/18 | België       | KVK Beringen          | Eerste provinciale Limburg        | ?           | ?     |
| 2018/19 | België       | KVK Beringen          | Eerste provinciale Limburg        | ?           | ?     |
| 2019/20 | België       | KVK Beringen          | Derde klasse amateurs             | 20          | 0     |
| Totaal  | Totaal       | Totaal                | Totaal                            | 174         | 9     |

Bijgewerkt tot 15 februari 2020